# 哈尔滨三环路
哈尔滨三环路是位于中国黑龙江省哈尔滨市的一条环形快速路。全长62.65公里，大部分路段是双向8车道或双向12车道。成为继哈尔滨内环路和哈尔滨二环路之后的另一重要交通干线。

## 概况
北部途径松北区中源大道，西北部沿阳明滩大桥跨越松花江，由阳明滩大桥高架疏解工程跨越群力新区和哈西新区至王岗大街，南部毗邻哈尔滨南站，东部穿越哈阿高速公路经过化工路同东北段过江大桥相连。三环路江北段总长20.27公里，西部总长15.43公里，东部总长14.97公里现已全部完成。三环路南部未闭合段道路总长15.58公里，目前正在建设中。三环路途径五个行政区（南岗区、道里区、道外区、香坊区、松北区），十个开发区或出口加工区，全长62.65千米，设计时速80千米/小时。

## 路线组成
从阳明滩大桥起逆时针方向：

### 街道

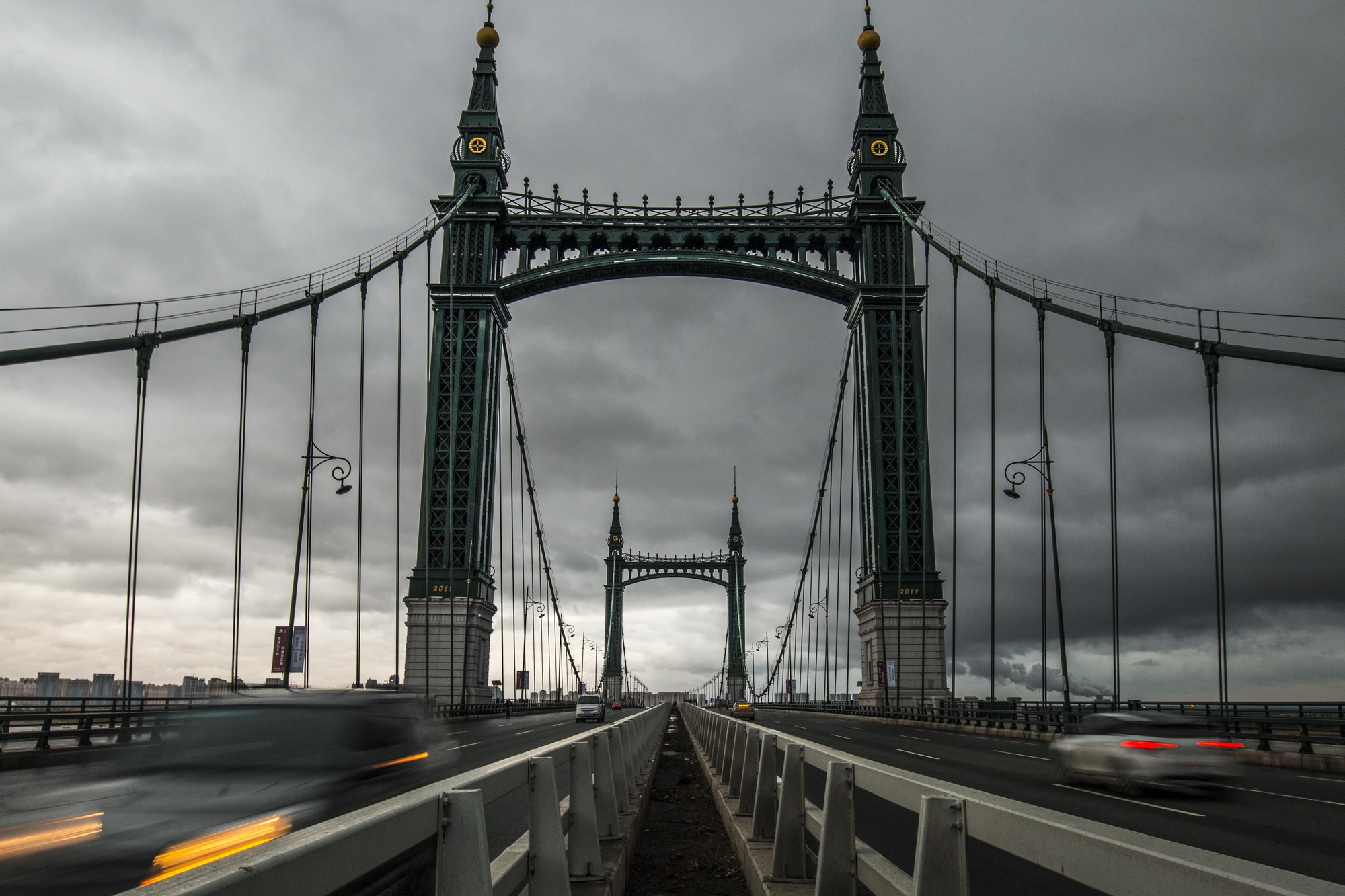
哈尔滨三环路阳明滩大桥

- 阳明滩大道
- 达康路
- 新山路
- 糖业街
- 前卫大街
- 电碳路
- 化工路
- 哈东路
- 新一头道街
- 利材街
- 水源路
- 浦源路
- 中源大道
- 祥安南大街

### 桥梁
- 阳明滩大桥
- 东江桥
- 达康路立交桥
- 化工路立交桥
- 电碳路立交桥
- 通乡街立交桥